# District métropolitain de Barnsley

Localisation du district métropolitain de Barnsley

Le district métropolitain de Barnsley (en anglais : Metropolitan Borough of Barnsley) est un district métropolitain du Yorkshire du Sud, en Angleterre. Il porte le nom de sa principale ville, Barnsley.
Le district est créé le 1er avril 1974, par le Local Government Act de 1972. Il est issu de la fusion de l'ancien district de comté de Barnsley avec les districts urbains de Cudworth, Darfield, Darton, Dearne, Dodworth, Hoyland Nether, Penistone, Royston, Wombwell et Worsborough, le district rural de Penistone, et une partie des districts ruraux de Hemsworth et de Wortley.

## Source
- (en) Cet article est partiellement ou en totalité issu de l’article de Wikipédia en anglais intitulé « Metropolitan Borough of Barnsley » (voir la liste des auteurs).